# Waimanu
A Waimanu a madarak (Aves) osztályának és a pingvinalakúak (Sphenisciformes) rendjének, eddig az egyik legbazálisabb, azaz alapibb fosszilis neme.

## Tudnivalók
A Waimanu ezelőtt 60 millió éve élt, a középső paleocén korszakban, majdnem mindjárt a kréta–tercier kihalási esemény, valamint a nem madárszerű dinoszauruszok kihalása után. Felfedezése két elmélet megerősítéséhez járult hozzá: az egyik szerint a Neoaves madárcsoport - melybe a legtöbb mai madár tartozik - még a dinoszauruszok korának utolsó szakaszában kezdte kialakítani a mai madárrendeket; míg a másik elmélet szerint a rendek kialakulása mindjárt a K-T esemény után, nagyon rövid idő alatt következett be. A nagymértékű és terjedelmű DNS-vizsgálatok után Hackett és társai felfedezték, hogy az utóbbi elmélet az érvényesebb. Habár a Waimanu a legkorábbi ismert pingvin, már ő is röpképtelen volt, mint a mai pingvinfajok. A szárnycsontjai nem mutatnak olyan specializálódást az úszáshoz, mint a modern pingvinek esetében, de azért mégis vízi életmódot folytatott, és úszáshoz a szárnyait használta. Testalkatra a mai búvárfélékhez (Gaviidae) hasonlíthatott, azonban az úszása az óriásalkáéhoz (Pinguinus impennis) volt hasonló. Egyes DNS-vizsgálatok és alaktani kutatások a pingvineket a búvárfélékhez rokonítják, azonban az előbbiek szárnyhajtású úszáshoz, míg az utóbbiak hártyás-úszólábú közlekedéshez alkalmazkodtak.
Az első Waimanu maradványt 1980-ban, az új-zélandi Waipara folyó menti Canterbury városhoz tartozó Kokoamu zöldhomokkő formációban találták meg. A neve a maori nyelvből ered, jelentése: „vízimadár”.

## Rendszerezés
A nembe korábban két faj tartozott, azonban a 2018-as kutatások következtében az egyiket kivonták innen, tehát jelenleg ez a madárnem monotipikussá vált:
- Waimanu manneringi Slack et al., 2006 - típusfaj; középső paleocén, körülbelül 60 millió éve
- Waimanu tuatahi Ando, Jones & Fordyce in Slack et al., 2006 - mai nevén Muriwaimanu tuatahi; késő paleocén, talán 58 millió éve[3]

## Fordítás
- Ez a szócikk részben vagy egészben  a   Waimanu című angol Wikipédia-szócikk ezen változatának fordításán alapul.  Az eredeti cikk szerkesztőit annak laptörténete sorolja fel. Ez a jelzés csupán a megfogalmazás eredetét és a szerzői jogokat jelzi, nem szolgál a cikkben szereplő információk forrásmegjelöléseként.